# Пекарі (Черкаський район)
Пекарі́ — село в Україні,  у Черкаському районі Черкаської області, підпорядковане Канівській міській громаді. Населення становить 505 осіб.
День села відзначається 4 грудня. 

## Інфраструктура
За сільською радою всього рахується землі загальною площею 4122,2 га, у межах населеного пункту 170,2 га. На землях сільської ради знаходяться Канівські очисні споруди, Канівський природний заповідник, пристань «Тарасова гора».
Село забезпечене автобусним сполученням з районним та обласним центром. У 2011 році в селі побудовано під'їзну дорогу та вертолітний майданчик, біля якого розміщений пасажирський термінал із пропускною спроможністю п'ятдесят пасажирів на годину.
На території села знаходиться загальноосвітній навчальний заклад І-ІІІ ступенів на 300 місць (не працює), сільська бібліотека, два магазини, відділення зв'язку, ФАП, сільський будинок культури на 400 місць.
Населення села займається садівництвом та городництвом, лозоплетінням. За рахунок громадян село газифіковане в 2005 році.

## Історія

### Археологія та давня історія
Поблизу села виявлено два поселення трипільської культури, три — доби бронзи (Середньодніпровська культура), кургани скіфського періоду, два поселення черняхівської культури, два городища давньоруського часу (ур.Княжа Гора та ур.Заводище). Це свідчить про постійне заселення території з давніх часів.

### Історія села
Історичні довідки про село Пекарі пов'язують заснування села з літописним містом Родень, яке за однією з версій знаходилось в урочищі Княжа Гора на північ від села. Офіційно село Пекарі засноване у 1144 році. 
Під час Коліївщини через село, ймовірно, проходив повстанський отаман Микита Швачка. 

## Пам'ятки, визначні місця

### Пам'ятки природи
- Малий курган — заповідне урочище місцевого значення.
- Старослов'янське городище — заповідне урочище місцевого значення.

### Археологічні
- городище Пекарі 1 ур.Княжа Гора. Пам'ятка часто ототожнюється з літописним Роднем.
- городище Пекарі 2 ур.Заводище (Бичаки). Багатошарова пам'ятка. Поселення доби бронзи. На території пам'ятки виявлено поховання скіфського часу (VI ст. до н.е.)[4]. Залишки городища давньоруського часу[5]. На думку П.П.Толочко ця пам'ятка може бути залишками літописного Родня.[5]

### Пам'ятки історії
- У селі є дві братські могили, одна з них знаходиться в центрі села — в ній поховано більше 5000 воїнів, які загинули в період Німецько-радянської війни — із них 10 Героїв Радянського Союзу.
- Імена 141 односільчанина, які загинули у роки Німецько-радянської війни викарбувані біля братської могили.
- У селі встановлено пам'ятний знак на честь неодноразового перебування Т.Г.Шевченка влітку 1859 року в селі з наміром придбати землю на горі Мотовиловщина та оселитись тут.

## Відомі люди
- Жук Петро Павлович — капітан теплоходу «Ленін» — Герой Соціалістичної Праці;
- Цукор Михайло Петрович — головний редактор журналу «Лідер»;
- Гриценко Іван Іванович — професор, доктор медичних наук;
- Запотоцький Сергій Петрович — доктор географічних наук, професор, заступник декана географічного факультету Київського національного університету імені Тараса Шевченка;
- Клочко Марія Іванівна — мати 5-х дітей, має особливу заслугу перед Батьківщиною- медаль материнства від Президента України;
- Булах Любов Олексіївна — завідувачка Пекарівського ФАПу, має особливу заслугу перед Батьківщиною — медаль від Президента України.